# Blinów Pierwszy (zniesiona kolonia)
Blinów Pierwszy – nazwa zniesiona, kolonia w Polsce położona w województwie lubelskim, w powiecie kraśnickim, w gminie Szastarka.
W latach 1975–1998 miejscowość administracyjnie należała do województwa tarnobrzeskiego.
Nazwę kolonii zniesiono w 2023 r.